# Hospital Pablo Tobón Uribe
El Hospital Pablo Tobón Uribe es una institución hospitalaria de carácter privado, de origen testamentario, sin ánimo de lucro. Se encuentra ubicado en el barrio Córdoba, en la comuna Robledo de la Ciudad de Medellín, Colombia. 
Es una de las instituciones de salud más importantes de Colombia.
Es un Hospital de carácter general, de alto nivel de complejidad, que cumple una importante labor docente como campo de práctica de reconocidas universidades. 
El Hospital Pablo Tobon Uribe es un hospital de carácter universitario, recibe estudiantes tanto del área médica como de enfermería, nutrición, psicología, microbiología y áreas administrativas en convenio con diferentes universidades de la ciudad y del país. Igualmente recibe en pasantías a profesionales de otros países.

## Historia

### Inicios
En 1954 murió el empresario Pablo Tobón Uribe, filántropo muy reconocido en la ciudad de Medellín, que al morir dejó en su testamento veintiséis millones de pesos destinados a la construcción de un Hospital que llevara su nombre, destinado a la atención de los pobres.
En 1955, año siguiente al de su muerte, se formó la Junta Directiva de la llamada "Fundación Hospital Pablo Tobón Uribe". En el testamento, dice Don Pablo, que el Hospital debe construirse en terrenos donados por el Municipio de Medellín. Y efectivamente, el Municipio donó los terrenos en el sector llamado "Belencito", pero no se construyó allí en consideración a que la Andi donó a la Fundación el Hospital que tenía iniciado en el sector de Robledo y no se justificaba comenzar un nuevo edificio.

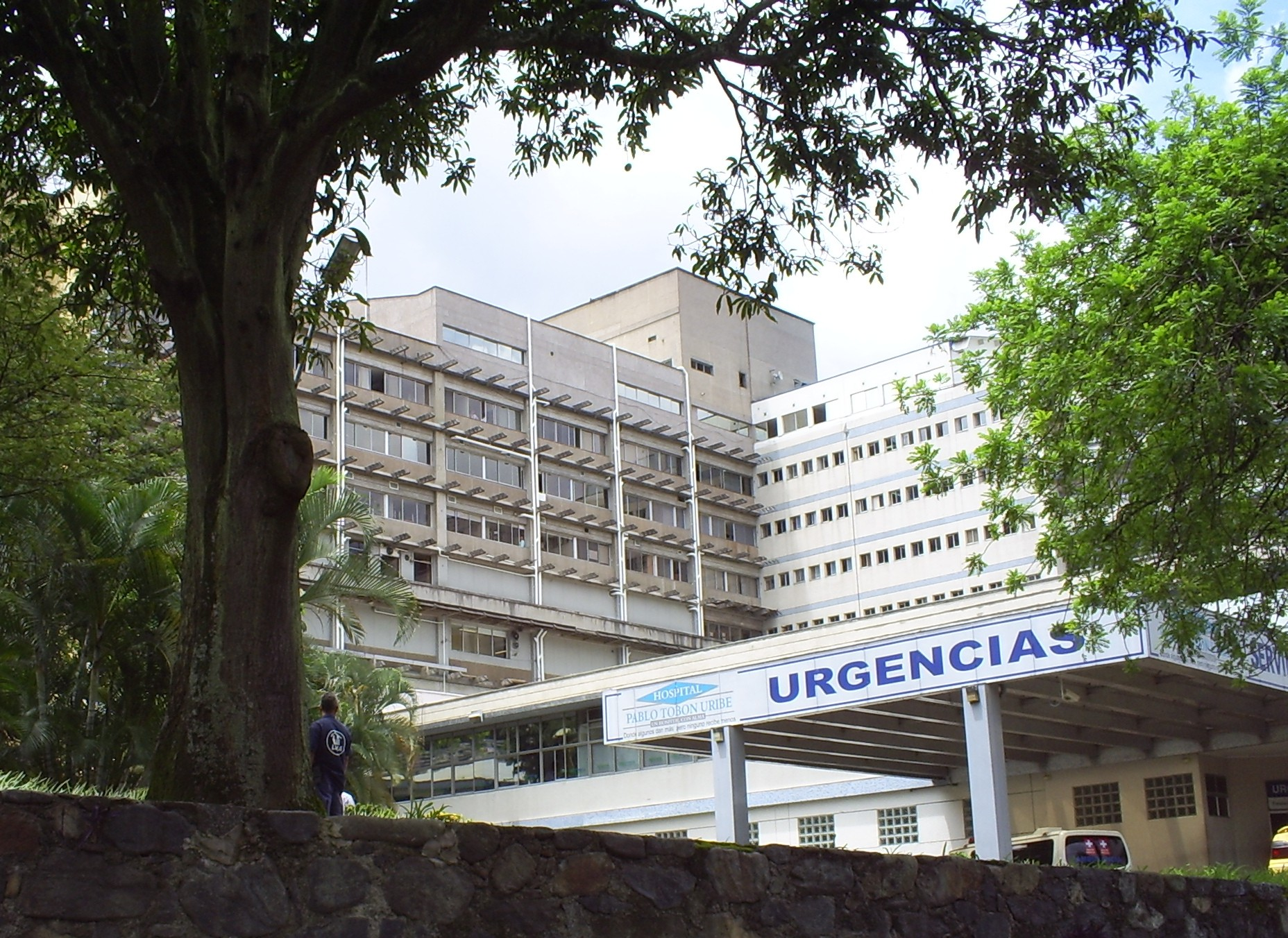
Hospital Pablo Tobón Uribe.

La primera piedra del Hospital de la Andi se había colocado en 1949, pero al crearse los Seguros Sociales en 1950 la Andi desistió de su propósito y en 1957 entregó a la Fundación Pablo Tobón Uribe, sin condición alguna, el edificio que hasta ese momento estaba parcialmente construido.
El estudio y planeamiento del Hospital en su nueva etapa fue encargado, previo concurso, a la Sociedad de Ingenieros y Arquitectos Vélez Posada y Rodríguez Ltda., quienes trabajaron con el arquitecto consultor, Isadore Rosenfiel, de Nueva York.
La obra se desarrolló e inició con mucho empuje, pero estuvo sometida a numerosos altibajos económicos. En 1969, el Gobierno Nacional, por intermedio del Fondo Nacional Hospitalario, autorizó un préstamo de $ 6.5 millones y fue así como en 1970 se pudo dar al servicio.
La ceremonia de inauguración se llevó a cabo el 16 de julio de 1970 -día de la Virgen del Carmen- y el 26 de octubre del mismo año, fue hospitalizado el primer paciente, fecha ésta en que el Hospital conmemora su aniversario y considera como su fecha clásica y la primera cirugía se realizó el 30 de octubre de 1970.

## Actualidad
En 2014 inicia construcción de una nueva torre de servicios, lo que le permitirá duplicar su capacidad instalada, pasando de 371 camas a 650. Contará con un área de urgencias 3 veces más grande que el área física actual. 
Durante el proceso de construcción se requirió talar y trasladar algunos árboles del lote pero con su compromiso ambiental, repondrá cada árbol talado con 4 nuevos, mucho más de lo que la norma vigente exige.

## Reconocimientos
En 2014, es reconocido por el Ministerio de La Protección Social como el primer Hospital Universitario de Antioquia
El 5 de diciembre de 2013 fue reconocido por uno de los principales periódicos económicos de Colombia con el Premio Portafolio Mejor Servicio al cliente. 
En el 2012 obtuvo el certificado efr como Empresa Familiarmente Responsable otorgado por Fundación MásFamilia, organización española. Certificado que fue renovado en 2014.
Figura en el Ranking de la Revista América Economía como una de las mejores Clínicas y Hospitales de Latinoamérica. (2014)
En el Ranking, Merco Reputación EMPRESAS, Merco Personas figura como la primera empresa del sector salud.